# بارده (عنبرآباد)
بارده (عنبرآباد)، روستایی از توابع بخش جبال‌بارز جنوبی شهرستان عنبرآباد در استان کرمان ایران است.
در مورد وجه تسمیهٔ بارده دو نظر می‌توان داد؛ اول اینکه به دلیل خاک حاصلخیز و آب وهوای مناسب محصولات آن پر بار است و این بوم ناحیه بارده نامیده شده‌است. وجه تسمیهٔ دوم هم احتمال می‌رود بخاطر سردسیر بودن این محل, قدماء نام عربی بارده با کسرهٔ راء را بر آن گذاشته باشند؛ قریه بارده یعنی روستای سرد.
بارده در دامنه و زیر کوهستان‌های جبالبارز واقع شده‌است که این کوهها انتهای رشته کوه زاگرس به‌شمار می اید و پوشیده از درختان بنه, کسور, کهکم, ارچن و... است. آب وهوای این منطقه در تابستان خنک و در زمستان سرد می‌باشد . از محصولات این روستای خوش اب وهوا مرکبات اعم از پرتقال منحصر به فرد واشنطن است. محصولات انجیر وانگور وهلو وزرد الو ولیمو شیرین نیز دیگر محصولات این ناحیه است. این روستا به وسیلهٔ رودخانه ای که از بالادست(بندر) سرچشمه میگیرد تأمین اب می‌شود و نیز محصولات وباغات ان به وسیلهٔ همین رودخانه ابیاری می‌شود. اخیرا خشکسالی‌های پیاپی رودخانه را کم اب کرده‌است و همین امر سبب شده ساکنان به حفر چاه‌های غیر مجاز روی اورند. حفر چاهها هرچند راه حلی موقتی است و باغستانها را رونق داده اما خسارات آن بیش از منافعش است به طوریکه چشمه‌های اب خشکیده شده و درختان جنگلی نابود شده‌اند و حیات وحش به خطر افتاده است و منبع آب سفره‌های زیر زمینی کاهش یافته‌است که این خود نیز عواقب جدی به دنبال دارد.

## جمعیت
این روستا در دهستان گرمسار قرار دارد. براساس سرشماری مرکز آمار ایران در سال ۱۳۸۵، جمعیت آن ۴۹۴ نفر (۹۰ خانوار) و بر اساس سرشماری مرکز آمار ایران در سال ۱۳۹۵، جمعیت آن ۵۸۲ نفر (۱۶۵ خانوار) بوده‌است. 